# Archelaos ze Sparty
Archelaos (gr. Ἀρχέλαος) – ósmy król Sparty panujący od ok. 790 do 760 roku p.n.e. Pauzaniasz wskazuje, że za jego panowania Sparta podporządkowała sobie Aegys. Był Agiadą i sprawował władzę wspólnie z Charilaosem (Charillos) jako Eurypontydą w pierwszej połowie VIII w. p.n.e. i od nich właśnie wyrocznia zażądała oddania części zajętego terytorium Apollonowi.